# Castillo de San Antonio de la Eminencia
El Castillo de San Antonio de la Eminencia es una fortificación construida en el siglo XVII cerca de Cumaná, Venezuela, por el gobernador de la provincia de Nueva Andalucía y Paria para proteger la ciudad de las constantes incursiones piratas.

## Historia
El castillo fue construido entre 1659 y 1686 en el cerro Pan de Azúcar, desde donde domina la ciudad y a su vez puede observar el golfo de Cariaco y la península de Araya. Fue la fortificación más importante que protegía Cumaná, con un diseño de estrella de cuatro puntas, cada una de las cuales apunta a un punto cardinal. Con paredes de dos metros de espesor y una potente artillería, siguió en servicio bien entrado el siglo XIX. También se encuentra conectado a la ciudad mediante túneles y pasadizos.
Al igual que muchos castillos venezolanos sirvió de prisión, albergando entre sus paredes figuras políticas como José Antonio Páez y José Tadeo Monagas. En 1929 un terremoto dañó seriamente al castillo, pero ha sido restaurado desde entonces, y en 1965 fue declarado Monumento Histórico Nacional.